# Rui Águas
José Rui Lopes Águas, meglio conosciuto come Rui Águas (Lisbona, 28 aprile 1960), è un allenatore di calcio ed ex calciatore portoghese, di ruolo attaccante.

## Biografia
Anche il padre José Águas, il figlio Martim Águas e il cugino Raul Águas sono stati calciatori.

## Carriera

### Giocatore

#### Club

##### Gli inizi
Nato a Lisbona, comincia a tirare i primi calci al Real Desportivo Benfica e in seguito al Sesimbra, in terza divisione, e all'Atletico de Portugal, in seconda. La stagione 1983-84 al Portimonense è la sua prima da professionista.

##### Benfica, Porto e ritorno al Benfica
Nel 1985 si trasferisce al Benfica, con cui vince subito la Supercoppa portoghese 1985 e la stagione successiva la Primeira Divisão e la Coppa di Portogallo 1986-87. L'anno seguente, con quattro reti risulta essere il miglior marcatore della Coppa Campioni 1987-1988, competizione che perde però in finale ai calci di rigore contro il PSV Eindhoven. Dalla sua prima esperienza al Benfica Águas mette a segno 35 reti in 74 partite.
Nell'estate 1988 passa ai rivali del Porto, aggiudicandosi l'anno seguente la Primeira Divisão 1989-1990, marcando in tale stagione 17 reti. Dopo sole due stagioni ad Oporto, ritorna al Benfica nel 1990 e segna 25 gol nel corso della Primeira Divisão 1990-1991; nell'ultima partita di campionato contro il Beira-Mar vinta 3-0, match che corona il Benfica campione, Águas segna la rete che gli permette di scavalcare Domingos del Porto, fermo a 24 gol, e laurearsi capocannoniere.
Durante un match di Coppa dei Campioni 1991-1992 contro la Dinamo Kiev subisce un grave infortunio al piede che gli farà saltare numerosi incontri; ciò non gli permette comunque di disputare 14 partite e segnare cinque reti in stagione. Con gli Encarnados gioca altri due anni, fino al 1994, totalizzando 99 presenze e 42 gol nella sua seconda esperienza al Benfica.

##### Estrela Amadora e Reggiana
Successivamente gioca per l'Estrela Amadora, allora militante in Primeira Divisão, e la Reggiana in Serie A. L'esperienza emiliana del portoghese fu particolarmente negativa: giunse ormai anziano e pieno di acciacchi, tant'è che a fine stagione, all'età di 35 anni, decise di ritirarsi.

#### Nazionale
Il 3 aprile 1985 gioca la sua prima partita con la nazionale portoghese in un match amichevole perso 1-0 ad Ascoli contro l'Italia. Viene convocato per i Mondiali 1986, subentrando nel corso dell'incontro perso 1-3 contro il Marocco. Il 20 settembre 1989 segna il suo primo gol in nazionale a Neuchâtel contro la Svizzera, nel corso di una gara valida per le qualificazioni ai mondiali 1990, mentre l'11 ottobre dello stesso anno timbra a Saarbrücken la sua prima e unica doppietta che decide la sfida vinta 3-0 contro il Lussemburgo, sempre valida per le qualificazioni ad Italia '90. Col Portogallo Águas totalizzerà 31 presenze e dieci reti, giocando per l'ultima volta a Milano contro l'Italia in un match di qualificazione ai Mondiali di USA 1994, perso poi 1-0.

### Allenatore
Ha allenato Vitoria Setubal e Braga (da vice). Dal 2014 al 2016 è stato c.t. della nazionale di calcio capoverdiana. Dopo essere stato esonerato nel 2016, nel 2018 è di nuovo l'allenatore della selezione capoverdiana. Viene nuovamente sollevato dall'incarico nel 2020 sostituito da Pedro Brito detto Bubista.

## Statistiche

### Cronologia presenze e reti in nazionale
| Cronologia completa delle presenze e delle reti in nazionale ― Portogallo | Cronologia completa delle presenze e delle reti in nazionale ― Portogallo | Cronologia completa delle presenze e delle reti in nazionale ― Portogallo | Cronologia completa delle presenze e delle reti in nazionale ― Portogallo | Cronologia completa delle presenze e delle reti in nazionale ― Portogallo | Cronologia completa delle presenze e delle reti in nazionale ― Portogallo | Cronologia completa delle presenze e delle reti in nazionale ― Portogallo | Cronologia completa delle presenze e delle reti in nazionale ― Portogallo |
| Data                                                                      | Città                                                                     | In casa                                                                   | Risultato                                                                 | Ospiti                                                                    | Competizione                                                              | Reti                                                                      | Note                                                                      |
| ------------------------------------------------------------------------- | ------------------------------------------------------------------------- | ------------------------------------------------------------------------- | ------------------------------------------------------------------------- | ------------------------------------------------------------------------- | ------------------------------------------------------------------------- | ------------------------------------------------------------------------- | ------------------------------------------------------------------------- |
| 3-4-1985                                                                  | Ascoli Piceno                                                             | Italia                                                                    | 2 – 0                                                                     | Portogallo                                                                | Amichevole                                                                | -                                                                         | 73’                                                                       |
| 22-1-1986                                                                 | Leiria                                                                    | Portogallo                                                                | 1 – 1                                                                     | Finlandia                                                                 | Amichevole                                                                | -                                                                         | 63’                                                                       |
| 5-2-1986                                                                  | Portimão                                                                  | Portogallo                                                                | 2 – 0                                                                     | Lussemburgo                                                               | Amichevole                                                                | -                                                                         | 71’                                                                       |
| 11-6-1986                                                                 | Guadalajara                                                               | Portogallo                                                                | 1 – 3                                                                     | Marocco                                                                   | Mondiali 1986 - 1º turno                                                  | -                                                                         | 55’                                                                       |
| 11-11-1987                                                                | Coimbra                                                                   | Portogallo                                                                | 0 – 0                                                                     | Svizzera                                                                  | Qual. Euro 1988                                                           | -                                                                         | 77’                                                                       |
| 29-3-1989                                                                 | Lisbona                                                                   | Portogallo                                                                | 6 – 0                                                                     | Angola                                                                    | Amichevole                                                                | -                                                                         |                                                                           |
| 8-6-1989                                                                  | Rio de Janeiro                                                            | Brasile                                                                   | 4 – 0                                                                     | Portogallo                                                                | Amichevole                                                                | -                                                                         |                                                                           |
| 31-8-1989                                                                 | Setúbal                                                                   | Portogallo                                                                | 0 – 0                                                                     | Romania                                                                   | Amichevole                                                                | -                                                                         |                                                                           |
| 6-9-1989                                                                  | Bruxelles                                                                 | Belgio                                                                    | 3 – 0                                                                     | Portogallo                                                                | Qual. Mondiali 1990                                                       | -                                                                         | 60’                                                                       |
| 20-9-1989                                                                 | Neuchâtel                                                                 | Svizzera                                                                  | 1 – 2                                                                     | Portogallo                                                                | Qual. Mondiali 1990                                                       | 1                                                                         | 43’                                                                       |
| 6-10-1989                                                                 | Praga                                                                     | Cecoslovacchia                                                            | 2 – 1                                                                     | Portogallo                                                                | Qual. Mondiali 1990                                                       | 1                                                                         |                                                                           |
| 11-10-1989                                                                | Saarbrücken                                                               | Lussemburgo                                                               | 0 – 3                                                                     | Portogallo                                                                | Qual. Mondiali 1990                                                       | 2                                                                         |                                                                           |
| 15-11-1989                                                                | Lisbona                                                                   | Portogallo                                                                | 0 – 0                                                                     | Cecoslovacchia                                                            | Qual. Mondiali 1990                                                       | -                                                                         |                                                                           |
| 29-8-1990                                                                 | Lisbona                                                                   | Portogallo                                                                | 1 – 1                                                                     | Germania Ovest                                                            | Amichevole                                                                | 1                                                                         |                                                                           |
| 12-9-1990                                                                 | Helsinki                                                                  | Finlandia                                                                 | 0 – 0                                                                     | Portogallo                                                                | Qual. Euro 1992                                                           | -                                                                         | 46’                                                                       |
| 17-10-1990                                                                | Porto                                                                     | Portogallo                                                                | 1 – 0                                                                     | Paesi Bassi                                                               | Qual. Euro 1992                                                           | 1                                                                         |                                                                           |
| 16-1-1991                                                                 | Castellón de la Plana                                                     | Spagna                                                                    | 1 – 1                                                                     | Portogallo                                                                | Amichevole                                                                | -                                                                         | 59’                                                                       |
| 23-1-1991                                                                 | Amarousio                                                                 | Grecia                                                                    | 3 – 2                                                                     | Portogallo                                                                | Qual. Euro 1992                                                           | 1                                                                         |                                                                           |
| 9-2-1991                                                                  | La Valletta                                                               | Malta                                                                     | 0 – 1                                                                     | Portogallo                                                                | Qual. Euro 1992                                                           | -                                                                         |                                                                           |
| 20-2-1991                                                                 | Porto                                                                     | Portogallo                                                                | 5 – 0                                                                     | Malta                                                                     | Qual. Euro 1992                                                           | 1                                                                         | 46’                                                                       |
| 4-9-1991                                                                  | Porto                                                                     | Portogallo                                                                | 1 – 1                                                                     | Austria                                                                   | Amichevole                                                                | -                                                                         | 46’                                                                       |
| 11-9-1991                                                                 | Porto                                                                     | Portogallo                                                                | 1 – 0                                                                     | Finlandia                                                                 | Qual. Euro 1992                                                           | -                                                                         | 56’                                                                       |
| 20-11-1991                                                                | Lisbona                                                                   | Portogallo                                                                | 1 – 0                                                                     | Grecia                                                                    | Qual. Euro 1992                                                           | -                                                                         |                                                                           |
| 2-9-1992                                                                  | Linz                                                                      | Austria                                                                   | 1 – 1                                                                     | Portogallo                                                                | Amichevole                                                                | -                                                                         |                                                                           |
| 24-1-1993                                                                 | Ta' Qali                                                                  | Malta                                                                     | 0 – 1                                                                     | Portogallo                                                                | Qual. Mondiali 1994                                                       | 1                                                                         |                                                                           |
| 10-2-1993                                                                 | Faro                                                                      | Portogallo                                                                | 1 – 1                                                                     | Norvegia                                                                  | Amichevole                                                                | -                                                                         | 46’                                                                       |
| 24-2-1993                                                                 | Porto                                                                     | Portogallo                                                                | 1 – 3                                                                     | Italia                                                                    | Qual. Mondiali 1994                                                       | -                                                                         | 46’                                                                       |
| 31-3-1993                                                                 | Berna                                                                     | Svizzera                                                                  | 1 – 1                                                                     | Portogallo                                                                | Qual. Mondiali 1994                                                       | -                                                                         |                                                                           |
| 19-6-1993                                                                 | Porto                                                                     | Portogallo                                                                | 4 – 0                                                                     | Malta                                                                     | Qual. Mondiali 1994                                                       | -                                                                         | 46’                                                                       |
| 10-11-1993                                                                | Lisbona                                                                   | Portogallo                                                                | 3 – 0                                                                     | Estonia                                                                   | Qual. Mondiali 1994                                                       | 1                                                                         |                                                                           |
| 17-11-1993                                                                | Milano                                                                    | Italia                                                                    | 1 – 0                                                                     | Portogallo                                                                | Qual. Mondiali 1994                                                       | -                                                                         | 76’                                                                       |
| Totale                                                                    |                                                                           | Presenze                                                                  | 31                                                                        |                                                                           | Reti                                                                      | 10                                                                        |                                                                           |

## Palmarès
- Campionato portoghese: 4

Benfica: 1986-1987, 1990-1991, 1993-1994
Porto: 1989-1990
- Coppa di Portogallo: 3

Benfica: 1985-1986, 1986-1987, 1992-1993
- Supercoppa di Portogallo: 1

Benfica: 1985